# Knox megye (Maine)
Knox megye az Amerikai Egyesült Államokban, azon belül Maine államban található. Megyeszékhelye és legnagyobb városa Rockland. Lakosainak száma 40 607 fő (2020. április 1.). Knox megye Waldo, Hancock és Lincoln megyékkel határos.

## Népesség
A megye népességének változása:
| Lakosok száma | 39 707 | 39 683 | 39 606 | 39 550 | 39 855 | 40 607 |
|               | 2010   | 2011   | 2012   | 2013   | 2015   | 2020   |